# Logitech G15
Logitech G15 er et tastatur produceret af Logitech, designet og udviklet specielt til computerspillere. Det inkluderer 18 makrotaster, der hver kan have tre makroer tildelt sig, og et bagbelyst monokromt LCD-display, der kan vise behjælpelige informationer fra understøttende programmer og spil.
Logitech har sammen med tastaturet udgivet et SDK til LCD-displayet, så man kan give understøttelse til G15 til sine programmer.

## Spil- og programunderstøttelse
G15 har som standard understøttelse for mange spil. Til disse spil kan informationer som ammunition, helbred og grej spilleren besidder vises på LCD-skærmen. Visse spil kræver patches for at G15-keyboardet kan bruges sammen med dem. Detaljer for disse spil kan findes på denne side Arkiveret 16. oktober 2009 hos  Wayback Machine. Spil, der i øjeblikket er officielt understøttet er vist på listen forneden.
| Spiltitel                          | Understøttelse                    |
| ---------------------------------- | --------------------------------- |
| Brothers In Arms Earned in Blood™  | Kræver patch                      |
| BattleField 2™                     | Kræver patch                      |
| BattleField 2142™                  | Kræver patch                      |
| Commandos Strike Force             | Direkte understøttelse            |
| CounterStrikeSource                | Kræver patch                      |
| Falcon 4.0: Allied Force           | Kræver patch                      |
| GT Legends                         | Kræver patch                      |
| GTR                                | Kræver patch                      |
| GTR2                               | Kræver patch                      |
| Prey                               | Direkte understøttelse            |
| Red Orchestra: Ostfront 41-45      | Direkte understøttelse            |
| Rise of Legends                    | Kræver patch                      |
| Sid Meier´s Civilization IV        | Kræver patch                      |
| SiN Episodes: Emergence            | Direkte understøttelse            |
| Star Wars: Battlefront II          | Kræver patch                      |
| Tom Clancy's Rainbow Six Lockdown™ | Direkte understøttelse            |
| Unreal® Tournament 2004            | Kræver patch                      |
| Vendetta™ Online                   | Kræver patch                      |
| World of Warcraft                  | Direkte understøttelse (i V1.11+) |
| Hellgate London                    | Direkte understøttelse            |

## Andre funktioner
- Understøttelse med LCD Studio-software
- Muligheden for at lave hotkeys (genveje)
- Muligheden for at lave makroer uden det inkluderede program, "Keyboard Profile" (fx under et spil)
- Muligheden for at slå Windows-tasten fra med en knap på keyboardet
- Muligheden for at vise det nuværende afspillende medie i LCD-panelet (Til brug med Windows Media Player, iTunes, etc.)
- Hele enheden er bagbelyst med blå LED-lysdioder der kan blive slået til eller fra ved at trykke på en knap
- Medie- og lydstyrkekontrolknapper
- Indbygget USB 1.1 hub med to eksterne USB-porte placeret bag på enheden
- Foldbart LCD-anel (til sikker opbevaring)
- Kabeldirigering på undersiden af enheden